# Subiaco (Australia)
Subiaco è una località dell'Australia Occidentale, sede comunale della città di Subiaco.
Si trova nell'area metropolitana di Perth e al 2006 contava 7 629 abitanti.
Deve il nome all'omonimo comune italiano nel Lazio.

## Storia
Anticamente l'area dove sorge la località era un luogo di ritrovo degli aborigeni. Poi nel 1851 un gruppo di monaci benedettini fondò la città, che dapprima si chiamò New Subiaco in onore della cittadina italiana. Nel 1859 i monaci costruirono un grande monastero.
Nel 1881 la città perse il prefisso "new" e rimase solo Subiaco.